# Nathan Elliott
Nathan Elliott (Melbourne, 15 de desembre de 1990) és un ciclista de australià. Professional des del 2014, actualment milita a l'equip IsoWhey Sports SwissWellness.

## Palmarès
- 2016
  - 1r a la Melbourne to Warrnambool Classic
- 2017
  - 1r a la Melbourne to Warrnambool Classic